# Marcel Jefferys
Marcel Jefferys, né le 9 août 1872 à Milan et mort le 14 mai 1924 à Ixelles, est un peintre belge.

## Biographie
Marcel Jefferys naît d'un père anglais et d'une mère liégeoise. La famille déménage à Bruxelles vers 1880. Il reçoit des leçons privées d'Henriette Ronner, peintre de chats et de son fils Alfred Ronner, un illustrateur. Son fils, Jack Jefferys est également peintre.
Au Salon de Bruxelles de 1914, il expose trois toiles intitulées : Kermesse, Fleurs et Champignons

## Distinction
- Chevalier de l'ordre de Léopold (14 avril 1920)[3].